# Nausithoe hagenbecki
Nausithoe hagenbecki är en manetart som beskrevs av Jarms 200. Nausithoe hagenbecki ingår i släktet Nausithoe och familjen Nausithoidae. Inga underarter finns listade i Catalogue of Life.